# Jászfényszaru
Jászfényszaru è una città di 5.907 abitanti situata nella contea di Jász-Nagykun-Szolnok, nell'Ungheria centro-orientale.

## Amministrazione

### Gemellaggi
- Zakliczyn, Polonia
- Borș, Romania